# Корниловский район
Корни́ловский район — административно-территориальная единица в составе Сибирского края РСФСР СССР, существовавшая в 1925—1929 годах.
Районный центр — село Корниловка.

## История
Район был образован Постановлением ВЦИК от 25 мая 1925 года из Корниловской укрупнённой волости Омского уезда Омской губернии. Район вошёл в состав Омского округа Сибирского края.
В начале 1925 года из Зотинского сельского совета выделен Георгиевский. Из Станционно-Богдановского и Корниловского сельских советов выделен Никитинский.
В июле 1925 года из Самаринского сельского совета выделен Богдановский. Из Богословского, Латышского сельских советов образован Аксаковский. Из Дубровского и Павлодаровского сельских советов выделен Алексеевский. Из Дубровского сельского совета выделен Фёдоровский. Из Михайловского сельского совета выделен Ефимовский. Из Станционно-Богдановского сельского совета выделен Никитинский. Из Некрасовского сельского совета выделен Новороссийский. Из Некрасовского сельского совета выделен Новороссийский. Из Новосельского сельского совета выделен Сосновский. Из Сперановского сельского совета выделены Пушкинский и Ростовкинский.
В декабре 1925 года из частей Корниловского и Никитинского сельских советов образован Александровский. Георгиевский сельский совет присоединён к Зотинскому. Из Самаринского сельского совета выделен Игнатьевский.
В 1925 году в районе насчитывалось 67 населённых пунктов, 29 сельских советов, 5850 хозяйств.
В апреле 1926 года образован Михеевский сельский совет.
В июле 1926 года из Михайловского сельского совета выделен Фоминовский.
В сентябре 1926 года Фёдоровский сельский совет вошёл в Михеевский.
В 1926 году в районе насчитывалось 6188 хозяйств, 81 населённый пункт, 32 сельских совета.
В 1928 году Царско-Колодцевский сельский совет переименован в Черниговский, центр село Царские Колодцы переименовано в Черниговское.
В 1929 году район был упразднён. Территория вошла в Иконниковский и Омский районы.

## Административно-территориальное деление
- Аксаковский сельский совет (село Аксаковка)
- Александровский сельский совет (село Александровка)
- Алексеевский сельский совет (село Алексеевка)
- Богдановский сельский совет (село Богдановка)
- Богословский сельский совет (село Богословка)
- Веселопривальский сельский совет (село Весёлый Привал)
- Дубровский сельский совет (село Дубровка)
- Ефимовский сельский совет (село Ефимовка)
- Зотинский сельский совет (село Зотино)
- Игнатьевский сельский совет (село Игнатьево)
- Корниловский сельский совет (село Корниловка)
- Михайловский сельский совет (село Михайловка)
- Михеевский сельский совет (село Михеевка)
- Некрасовский сельский совет (село Некрасовка)
- Никитинский сельский совет (село Никитино)
- Новороссийский сельский совет (село Новороссийка)
- Новосельский сельский совет (село Новоселье)
- Павлодаровский сельский совет (село Павлодаровка)
- Половинский сельский совет (село Половинка)
- Пушкинский сельский совет (село Пушкино)
- Ростовкинский сельский совет (посёлок Ростовка)
- Самаринский сельский совет (село Самаринка)
- Сосновский сельский совет (село Сосновка)
- Сперановский сельский совет (село Сперановка)
- Станционно-Богдановский сельский совет (село Станционно-Богдановское)
- Сыропятский сельский совет (село Сыропятское)
- Фабричный сельский совет (село Фабричное)
- Фоминовский сельский совет (село 2-я Фоминовка)
- Черниговский сельский совет (село Черниговка)
- Юрьевский сельский совет (село Юрьево)

## Население
На 1925 год по похозяйственным книгам в районе насчитывалось 30358 человек.
По переписи населения 1926 года в районе проживало 33268 человек в сельской местности (16330 м — 16938 ж). Крупные национальности: русские, украинцы, поляки, латыши, немцы.
Крупнейшие населённые пункты:
- село Богословское — 1908 чел.;
- село Сыропятское — 1896 чел.;
- село Андреевка — 1333 чел.;
- село Юрьево — 1251 чел.;
- село Михайловское — 1234 чел.;
- село Половинка — 1225 чел.;
- село Весёлый Привал — 1175 чел.;
- село Царские Колодцы — 1165 чел.;
- деревня Ново-Российка — 945 чел.;
- деревня Павлодаровка — 929 чел.